# Shigeo Shingo
Shigeo Shingo [ 新郷 重夫 ] (8 de janeiro de 1909; 14 de novembro de 1990) foi um engenheiro industrial japonês. Considerado um “gênio da engenharia” devido às diversas contribuições nessa área, ele é descrito como o maior especialista do mundo em práticas de fabricação e é creditado, ao lado de Taiichi Ohno, como um dos pais do Sistema Toyota de Produção.
Em 1988, a Jon M. Huntsman School of Business da Utah State University reconheceu o Dr. Shingō por suas realizações ao longo da vida e criou o Prêmio Shingo de Excelência Operacional, que reconhece organizações enxutas de classe mundial e excelência operacional.

## História
Seus estudos o levaram ao desenvolvimento do Sistema Toyota - em conjunto com Taiichi Ohno, e do SMED (Single Minute Exchange of Die) por ele concebido. Além disso, criou e formalizou o Sistema de Controle de Defeito Zero, o qual ressalta a aplicação dos Poka-Yoke, também criado por Shingo.
O Poka-yoke,um sistema de inspeção na fonte, envolve o controle de produtos e suas características em si ou do seu processo de obtenção, de modo a minimizar-se a ocorrência de erros através de ações simples. O método pode ser dividido nas seguintes fases.
•	Detecção: busca identificar o erro antes que este se torne um defeito.
•	Minimização: busca minimizar o efeito do erro.
•	Facilitação: busca adoção de técnicas que facilitem a execução das tarefas nos processos de manufatura ou no fornecimento de serviços.
•	Prevenção: busca ações para impedir que o erro ocorra.
•	Substituição: busca substituir processos ou sistemas por outros mais consistentes.
•	Eliminação: busca a eliminação da possibilidade de ocorrência de erros pelo redesenho do produto, do processo de obtenção ou da prestação de serviços.
Particularmente dois aspectos do Sistema criado por Shigeo Shingo e conhecido como Sistema Shingo receberam bastante atenção. Um trata de como realizar cortes drásticos nos tempos de preparação dos equipamentos mediante os procedimentos de troca de ferramentas em um minuto (SMED). O outro, focado no uso da inspeção na origem e no sitema poka-yoke para alcançar a marca de zero defeito.